# Logan Thunder
Le Logan Thunder, est un club féminin australien de basket-ball de Logan City (Queensland). Le club accède à la Women's National Basketball League, le plus haut niveau en Australie, en 2009. Elle prend numériquement la place des Christchurch Sirens dans la WNBL. Il se retire de la WNBL pour des raisons budgétaires au printemps 2014.

## Entraîneurs successifs
- 2012- : Jason Chainey

## Effectif 2013-2014
| Numéro | Nom               | Née le           | Taille | Nationalité | Poste           |
| 1      | Tegan Cunningham  | 23 janvier 1988  | 1,80 m | Australie   | Arrière-Ailière |
| 2      | Hayley Moffatt    | 10 août 1985     | 1,76 m | Australie   | Arrière         |
| 4      | Sarah Davis       | 12 août 1993     | 1,73 m | Australie   | Arrière         |
| 6      | Mikhaela Donnelly | 30 avril 1994    | 1,73 m | Australie   | Arrière         |
| 7      | Natalie Taylor    | 24 décembre 1984 | 1,82 m | Australie   | Ailière         |
| 8      | Holly Smith       | 7 novembre 1987  | 1,86 m | Australie   | Ailière forte   |
| 10     | Courtney Taylor   | 15 avril 1989    | 1,86 m | Australie   | Arrière         |
| 12     | Laurie Koehn      | 13 mai 1982      | 1,73 m | États-Unis  | Arrière         |
| 13     | Alice Honnery     | 4 mars 1989      | 1,89 m | Australie   | Pivot           |
| 14     | Emma Langford     | 29 janvier 1989  | 1,89 m | Australie   | Arrière         |
| 21     | Sarah Graham      | 22 août 1989     | 1,69 m | Australie   | Arrière         |
| 33     | Hanna Zavecz      | 21 août 1985     | 1,80 m | Australie   | Ailière         |
| 55     | Kristen Veal      | 24 juillet 1981  | 1,76 m | Australie   | Arrière         |

- Entraîneur : Jason Chainey
- Assistants : Rebecca Dudic, Graeme Williams, Jayson Neal, Deborah Crone

## Effectif 2012-2013
| BDS Logan Thunder 2012/13                              | BDS Logan Thunder 2012/13 | BDS Logan Thunder 2012/13      | BDS Logan Thunder 2012/13 | BDS Logan Thunder 2012/13          | BDS Logan Thunder 2012/13 |
| ------------------------------------------------------ | ------------------------- | ------------------------------ | ------------------------- | ---------------------------------- | ------------------------- |
| Entraineur: Jason Chainey                              |                           |                                |                           |                                    |                           |
| Entraineurs adjoints: Dave Owens, Kate McMeeken-Ruscoe |                           |                                |                           |                                    |                           |
| G                                                      | 5                         | Drapeau d'Afrique du Sud       | Diana Neves               | Johannesburg, Afrique du Sud       |                           |
| G                                                      | 6                         | Drapeau de l'Australie         | Jessica Wallis            | Brisbane, Queensland               |                           |
| G                                                      | 7                         | Drapeau de l'Australie         | Renae Camino              | Wollongong, Nouvelle-Galles du Sud |                           |
| F/C                                                    | 8                         | Drapeau de l'Australie         | Holly Smith               | Brisbane, Queensland               |                           |
| G                                                      | 9                         | Drapeau de l'Australie         | Cassie Smith              | Bundaberg, Queensland              |                           |
| G/F                                                    | 10                        | Drapeau de l'Australie         | Bianca Abbott             | Rockhampton, Queensland            |                           |
| G/F                                                    | 12                        | Drapeau de l'Australie         | Odette Andrew             | Brisbane, Queensland               |                           |
| C                                                      | 13                        | Drapeau de l'Australie         | Emma Randall              | Melbourne, Victoria                |                           |
| G                                                      | 14                        | Drapeau de la Nouvelle-Zélande | Kate McMeekan-Ruscoe      | Christchurch, Nouvelle-Zélande     |                           |
| G                                                      | 21                        | Drapeau de l'Australie         | Sarah Graham              | Brisbane, Queensland               |                           |
| G                                                      | 32                        | Drapeau de l'Australie         | Kristen Veal              | Adélaïde, Australie-Méridionale    |                           |

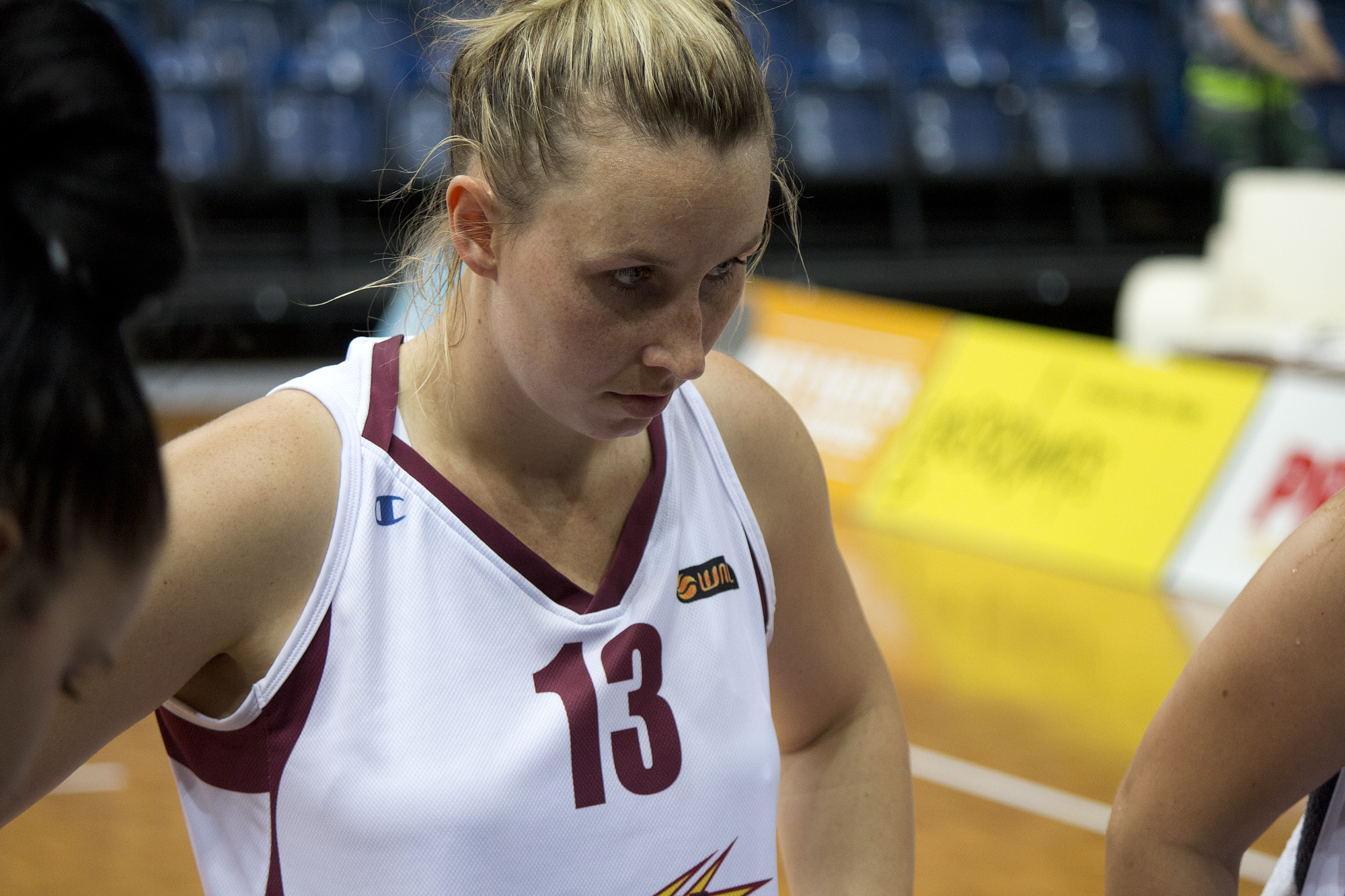
Emma Randall.

L'équipe se classe sixième de la saison régulière avec 8 victoires pour 16 défaites.